# Евгений (Йованович)
Епи́скоп Евге́ний (в миру Евфимие Йованович, серб. Јефтимије Јовановић; 19 февраля 1802, Голубинци, область Срем — 14 сентября 1854, Карловац) — епископ Карловацкой митрополии, епископ Горно-Карловацкий (1839—1854)

## Биография
Окончил начальную школу в Голубинцах, затем немецкую школу в селе Стари-Сланкамен, с отличием гимназию и семинарию в Сремских Карловцах.
Преподавал в учебных заведениях Сремских Карловцев, затем в Первой и Второй латинских школах города Бечкерек (ныне Зренянин, Сербия).
Изучал философию и право, служил помощником адвоката в Темешваре (ныне Румыния), в 1828 году получил звание адвоката в университете Пешта (ныне Будапешт).
В 1829 году принял монашество с именем Евгений. Некоторое время исполнял обязанности секретаря митрополита Карловацкого Стефана (Стратимировича).
В 1831—1837 года профессор богословия в Духовной семинарии в Сремских Карловцах.
В 1833 году рукоположён в сан иерея, получил чин синкелла, чуть позже — протосинкелла.
С 1834 года — архимандрит монастыря Раковица во имя архангелов Михаила и Кавриила.
29 июня 1837 году назначен администратором Горно-Карловацкой епархии.
10 (22) сентября 1839 года хиротонисан во епископа Горнокарловацкого. 11 февраля 1840 года состоялась его интронизация.
В 1848 году перенёс кафедру епархии из села Плашки в Карловац.
В 1848 году был заместителем председателя Народной скупщины в Сремских Карловцах.
Преобразовал школу в селе Плашки в семинарию и читал в ней лекции, заботился о сербских школах.
Занимался юриспруденцией и лингвистикой. С 7 августа 1844 года — член-корреспондент Общества сербской словесности в Белграде. Автор ряда научных работ и публикаций. Выступал против языковой реформы Вука Караджича. Выступал за сохранение сербских певческих традиций.
Скончался 14 сентября 1854 года в Карловаце. Похоронен в склепе епископа Горно-Карловацкого Лукиана (Мушицкого) на кладбище в Карловаце.

## Сочинения
- «Начатки церковнаго права древниjа православниjа Цркве, с латинским и српско-словенским текстом». Нови Сад (1841)
- «Црковно право источне Цркве у аустрискоj држави» (1842; приписывается ему)
- «О преводу Новога Завjета Вука Стефановича Караџића» (1850).